# Episodi di Grantchester (prima stagione)
La prima stagione della serie televisiva Grantchester è composta da sei episodi ambientati nel 1953. La maggior parte sono basati sui racconti della raccolta Sidney Chambers and The Shadow of Death di James Runcie, primo libro del ciclo The Grantchester Mysteries.
Le riprese sono iniziate il 31 marzo 2014 e proseguite sino al mese di giugno.
Gli abitanti di Grantchester hanno potuto assistere ad un'anteprima esclusiva del primo episodio proiettata nella village hall del paese la sera del 24 settembre 2014, a cui ha partecipato anche parte della produzione e del cast. Nel resto del Regno Unito la serie è andata in onda sul canale britannico ITV dal 6 ottobre al 10 novembre 2014, mentre in Italia è stata trasmessa in prima visione dal 1º maggio all'8 giugno 2015 su Giallo.
| nº | Titolo originale | Titolo italiano | Prima TV Regno Unito | Prima TV Italia |
| -- | ---------------- | --------------- | -------------------- | --------------- |
| 1  | Episode 1        | Episodio 1      | 6 ottobre 2014       | 1º maggio 2015  |
| 2  | Episode 2        | Episodio 2      | 13 ottobre 2014      | 11 maggio 2015  |
| 3  | Episode 3        | Episodio 3      | 20 ottobre 2014      | 18 maggio 2015  |
| 4  | Episode 4        | Episodio 4      | 27 ottobre 2014      | 25 maggio 2015  |
| 5  | Episode 5        | Episodio 5      | 3 novembre 2014      | 1º giugno 2015  |
| 6  | Episode 6        | Episodio 6      | 10 novembre 2014     | 8 giugno 2015   |

## Episodio 1
- Titolo originale: Episode 1
- Diretto da: Harry Bradbeer
- Scritto da: Daisy Coulam

### Trama
Dopo aver officiato il funerale dell'avvocato irlandese Stephen Staunton, il reverendo Sidney Chambers viene avvicinato da Pamela Morton, amante dell'uomo nonché moglie del suo socio in affari Clive. La donna non crede alla tesi del suicidio e rivela al religioso che il morto era pronto a scappare con lei a Carrickfergus. Chambers si rivolge allora all'ispettore Geordie Keating, che non ha alcuna intenzione di riaprire le indagini. Nel frattempo il tenero rapporto tra Sidney e Amanda Kendall viene sconvolto da una sorprendente novità.
- Ascolti Regno Unito: telespettatori 6.954.000 (ITV: 6.213.000, ITV+1: 741.000)[8]
- Basato sul racconto The Shadow of Death.[9]

## Episodio 2
- Titolo originale: Episode 2
- Diretto da: Harry Bradbeer
- Scritto da: Daisy Coulam

### Trama
Durante una cena a casa Kendall l'anello di fidanzamento di Amanda scompare e del furto viene accusato Johnny Johnson, il ragazzo di Jennifer, sorella di Sidney. Il giorno seguente una dei partecipanti, Lilian Calthorpe, viene trovata morta in un fiume, priva di tutti i gioielli. Nel corso delle indagini Amanda presenta a Sidney Leonard Finch, un religioso in cerca di una parrocchia.
- Ascolti Regno Unito: telespettatori 5.809.000 (ITV: 5.120.000,[10] ITV+1: 689.000[8])
- Basato sul racconto A Question of Trust.[11]

## Episodio 3
- Titolo originale: Episode 3
- Diretto da: Jill Robertson
- Scritto da: Daisy Coulam

### Trama
Una coppia del luogo chiede a Sidney di sposarli. Venuto a sapere che la madre della donna è contraria alle nozze, il reverendo va a parlarle e nel breve incontro l'anziana accusa il futuro genero di volerla uccidere. Il giorno seguente viene trovata morta. Mentre indaga, Chambers deve decidere come rispondere alla richiesta fattale da Amanda e dal suo fidanzato Guy Hopkins di sposarli a Grantchester. Leonard Finch intanto, divenuto viceparroco, prova ad ambientarsi nella comunità.
- Altri interpreti: Jean Marsh (Daisy Livingstone)
- Ascolti Regno Unito: telespettatori 5.622.000 (ITV: 5.030.000,[10] ITV+1: 592.000[8])
- Basato sul racconto First Do No Harm.[12]

## Episodio 4
- Titolo originale: Episode 4
- Diretto da: Jill Robertson
- Scritto da: Daisy Coulam

### Trama
Sidney salva una donna dall'incendio della propria casa. Il marito gli svela che il rogo non è stato accidentale e qualche tempo dopo viene accoltellato a morte. L'ispettore Keating si divide tra le indagini ed il pub, incapace di stare vicino al suo ultimogenito in preda ad una tosse canina potenzialmente fatale. Nel frattempo Hildegard Staunton torna a Grantchester e riprende a frequentare il reverendo.
- Ascolti Regno Unito: telespettatori 5.912.000 (ITV: 5.440.000,[10] ITV+1: 472.000[8])

## Episodio 5
- Titolo originale: Episode 5
- Diretto da: Tim Fywell
- Scritto da: Daisy Coulam

### Trama
Sidney e Geordie vengono invitati al jazz club londinese del padre di Johnny, dove incontrano casualmente anche Amanda e Guy. La serenità della serata viene interrotta dall'omicidio di Claudette Johnson – la sorella di Johnny – che viene trovata all'esterno del locale priva della sua divisa e con il cranio fracassato da un contrappeso industriale. Poco prima di morire la giovane aveva chiesto al reverendo Chambers di riferire al fratello un messaggio relativo alla madre, deceduta da molti anni e argomento taboo nella famiglia Johnson. Nel corso delle indagini Guy annuncia al religioso la sua intenzione di allontanare Amanda da lui.
- Ascolti Regno Unito: telespettatori 5.625.000 (ITV: 5.140.000,[10] ITV+1: 485.000[8])
- Basato sul racconto A Matter of Time.

## Episodio 6
- Titolo originale: Episode 6
- Diretto da: Tim Fywell
- Scritto da: Daisy Coulam

### Trama
Un poliziotto viene ucciso al termine di una discussione con un misterioso conoscente, dileguatosi dopo il delitto. Seguendo una pista Geordie trova un secondo cadavere, ma viene gravemente ferito dall'assassino. Estromesso dalle indagini, in preda ai sensi di colpa per aver tradito Hildegard, ferito dall'imminente matrimonio di Amanda, Sidney viene aiutato dalla signora Maguire e da Leonard a rimettersi sulle tracce dell'omicida.
- Ascolti Regno Unito: telespettatori 5.746.000 (ITV: 5.280.000,[10] ITV+1: 466.000[8])